# Inverness
Inverness este un oraș din Scoția cu aproximativ 56.000 locuitori.
Având una dintre cele mai rapide creșteri din punctul de vedere al numărului de locuitori din întreaga Europă, Inverness este de asemenea orașul scoțian cu cel mai ridicat grad al calității vieții.
Localitatea are o climă oceanică cu aer uscat, cu diferențe mici între minimele și maximele climaterice și cu ploi de-a lungul întregului an. 

## Personalități născute aici
- Karen Gillan (n. 1987), actriță.